# Грир (округ)
Округ Грир — округ в штате Оклахома, США. Население округа на 2000 год составляло 6 061 человек. Административный центр округа — город Мангум.

## География
Округ имеет общую площадь 1667 км², из которых 1656 км² приходится на сушу и 11 км² (0,67 %) на воду.

### Основные автомагистрали
- Автомагистраль 283

### Соседние округа
- Бекем (север)
- Кайова (восток)
- Джэксон (юг)
- Хармон (запад)

### Населённые пункты
- Гранит
- Мангум
- Уиллоу
- Бринкмен